# Coulogne
Coulogne és un municipi francès situat al departament del Pas de Calais i a la regió dels Alts de França. L'any 2007 tenia 5.837 habitants.

## Demografia

### Població
El 2007 la població de fet de Coulogne era de 5.837 persones. Hi havia 2.243 famílies de les quals 467 eren unipersonals (150 homes vivint sols i 317 dones vivint soles), 756 parelles sense fills, 817 parelles amb fills i 203 famílies monoparentals amb fills.
La població ha evolucionat segons el següent gràfic:
Habitants censats

### Habitatges
El 2007 hi havia 2.437 habitatges, 2.272 eren l'habitatge principal de la família, 79 eren segones residències i 86 estaven desocupats. 2.233 eren cases i 121 eren apartaments. Dels 2.272 habitatges principals, 1.788 estaven ocupats pels seus propietaris, 448 estaven llogats i ocupats pels llogaters i 37 estaven cedits a títol gratuït; 54 tenien una cambra, 85 en tenien dues, 188 en tenien tres, 470 en tenien quatre i 1.475 en tenien cinc o més. 1.662 habitatges disposaven pel capbaix d'una plaça de pàrquing. A 1.014 habitatges hi havia un automòbil i a 979 n'hi havia dos o més.

### Piràmide de població
La piràmide de població per edats i sexe el 2009 era:
| Homes | Edats   | Dones |
| ----- | ------- | ----- |
| 0     | 95 o +  | 8     |
| 4     | 90 a 94 | 36    |
| 24    | 85 a 89 | 52    |
| 20    | 80 a 84 | 60    |
| 104   | 75 a 79 | 116   |
| 92    | 70 a 74 | 96    |
| 136   | 65 a 69 | 184   |
| 128   | 60 a 64 | 108   |
| 156   | 55 a 59 | 136   |
| 232   | 50 a 54 | 264   |
| 144   | 45 a 49 | 156   |
| 216   | 40 a 44 | 212   |
| 272   | 35 a 39 | 240   |
| 200   | 30 a 34 | 176   |
| 148   | 25 a 29 | 180   |
| 144   | 20 a 24 | 132   |
| 204   | 15 a 19 | 172   |
| 240   | 10 a 14 | 224   |
| 216   | 5 a 9   | 188   |
| 180   | 0 a 4   | 144   |

## Economia
El 2007 la població en edat de treballar era de 3.857 persones, 2.509 eren actives i 1.348 eren inactives. De les 2.509 persones actives 2.197 estaven ocupades (1.228 homes i 969 dones) i 312 estaven aturades (144 homes i 168 dones). De les 1.348 persones inactives 470 estaven jubilades, 450 estaven estudiant i 428 estaven classificades com a «altres inactius».

### Ingressos
El 2009 a Coulogne hi havia 2.235 unitats fiscals que integraven 5.839,5 persones, la mediana anual d'ingressos fiscals per persona era de 17.740 €.

### Activitats econòmiques
Dels 147 establiments que hi havia el 2007, 1 era d'una empresa extractiva, 3 d'empreses alimentàries, 1 d'una empresa de fabricació de material elèctric, 5 d'empreses de fabricació d'altres productes industrials, 25 d'empreses de construcció, 31 d'empreses de comerç i reparació d'automòbils, 4 d'empreses de transport, 8 d'empreses d'hostatgeria i restauració, 3 d'empreses d'informació i comunicació, 5 d'empreses financeres, 4 d'empreses immobiliàries, 13 d'empreses de serveis, 30 d'entitats de l'administració pública i 14 d'empreses classificades com a «altres activitats de serveis».
Dels 46 establiments de servei als particulars que hi havia el 2009, 1 era una oficina de correu, 3 oficines bancàries, 1 funerària, 7 tallers de reparació d'automòbils i de material agrícola, 1 autoescola, 2 paletes, 4 guixaires pintors, 3 fusteries, 8 lampisteries, 2 electricistes, 3 empreses de construcció, 5 perruqueries, 3 restaurants, 1 agència immobiliària i 2 salons de bellesa.
Dels 11 establiments comercials que hi havia el 2009, 1 era un hipermercat, 3 fleques, 2 carnisseries, 1 una botiga de congelats i 4 floristeries.
L'any 2000 a Coulogne hi havia 23 explotacions agrícoles que ocupaven un total de 624 hectàrees.

## Equipaments sanitaris i escolars
El 2009 hi havia 1 centre de salut i 2 farmàcies.
El 2009 hi havia 1 escola maternal i 3 escoles elementals. Coulogne disposava d'un col·legi d'educació secundària amb 556 alumnes.

## Poblacions més properes
El següent diagrama mostra les poblacions més properes.